# Eleição presidencial na Ucrânia em 2019
O primeiro turno da eleição presidencial ucraniana de 2019 foi realizada em 31 de março, como parte das eleições gerais naquele país. Neste pleito, os cidadãos ucranianos aptos a votarem, escolheram o sucessor do presidente Petro Poroshenko ou a permanência do mesmo, já que este também estava concorrendo para permanecer no posto de presidente do país. Nenhum dos candidatos recebeu mais do que a metade dos votos válidos, e um segundo turno foi realizado em 21 de abril, onde ocorreu a vitória de Volodymyr Zelensky, que recebeu 73,22% dos votos válidos (13,506,470 de votos no total) e, deste modo, foi eleito presidente da Ucrânia.

## Resultados Oficiais
| Candidato               | Candidato                            | Partido                              | 1.ª Volta   | 1.ª Volta       | 2.ª Volta   | 2.ª Volta       |
| Candidato               | Candidato                            | Partido                              | Votos       | %               | Votos       | %               |
| ----------------------- | ------------------------------------ | ------------------------------------ | ----------- | --------------- | ----------- | --------------- |
|                         | Volodymyr Zelensky                   | Servo do Povo                        | 5 714 034   | 30,24 / 100,00  | 13 541 528  | 73,22 / 100,00  |
|                         | Petro Poroshenko                     | Solidariedade Europeia               | 3 014 609   | 15,95 / 100,00  | 4 522 320   | 24,45 / 100,00  |
|                         | Yulia Timoshenko                     | Pátria                               | 2 532 452   | 13,40 / 100,00  |             |                 |
|                         | Yuriy Boyko                          | Plataforma da Oposição               | 2 206 216   | 11,67 / 100,00  |             |                 |
|                         | Anatoliy Hrytsenko                   | Posição Civil                        | 1 306 450   | 6,91 / 100,00   |             |                 |
|                         | Ihor Smeshko                         | Independente                         | 1 141 332   | 6,04 / 100,00   |             |                 |
|                         | Oleh Lyashko                         | Partido Radical                      | 1 036 003   | 5,48 / 100,00   |             |                 |
|                         | Oleksandr Vilkul                     | Bloco da Oposição                    | 784 274     | 4,15 / 100,00   |             |                 |
|                         | Ruslan Koshulynskyi                  | Svoboda                              | 307 244     | 1,62 / 100,00   |             |                 |
|                         | Outros candidatos com menos de 1,00% | Outros candidatos com menos de 1,00% | 626 550     | 3,13 / 100,00   |             |                 |
| Votos Inválidos         | Votos Inválidos                      | Votos Inválidos                      | 222 947     | 1,18 / 100,00   | 427 161     | 2,31 / 100,00   |
| Total                   | Total                                | Total                                | 18 893 864  | 100,00 / 100,00 | 18 491 837  | 100,00 / 100,00 |
| Eleitorado/Participação | Eleitorado/Participação              | Eleitorado/Participação              | 30 056 127  | 62,86 / 100,00  | 30 056 127  | 62,07 / 100,00  |
| Fonte                   | Fonte                                | Fonte                                | [ 4 ] [ 5 ] | [ 4 ] [ 5 ]     | [ 4 ] [ 5 ] | [ 4 ] [ 5 ]     |